# Плебановце (гміна Сокулка)
Плебановце (пол. Plebanowce) — село в Польщі, у гміні Сокулка Сокульського повіту Підляського воєводства.
Населення — 144 особи (2011).
У 1975-1998 роках село належало до Білостоцького воєводства.

## Демографія
Демографічна структура станом на 31 березня 2011 року:
|          | Загалом | Допрацездатний вік | Працездатний вік | Постпрацездатний вік |
| -------- | ------- | ------------------ | ---------------- | -------------------- |
| Чоловіки | 77      | 20                 | 51               | 6                    |
| Жінки    | 67      | 19                 | 38               | 10                   |
| Разом    | 144     | 39                 | 89               | 16                   |